# Michael Wiedenkeller
Michael Wiedenkeller (* 10. Januar 1963) ist ein schwedisch-luxemburgischer Schachspieler. Bis Juli 2010 spielte er für den schwedischen Schachbund, seitdem für die Fédération luxembourgeoise des échecs.
1990 gewann er die schwedische Einzelmeisterschaft. Darüber hinaus wurde er in diesem Jahr mit dem Schackgideon ausgezeichnet, einem einmal im Jahr vergebenen Preis des schwedischen Schachbundes, der nach Gideon Ståhlberg benannt ist.
In Luxemburg ist der Stockholmer seit Ende der 1990er-Jahre für die Skandinaviska Enskilda Banken tätig.

## Schachkarriere

### Einzelturniere
1977 wurde Michael Wiedenkeller in Stockholm schwedischer Juniorenmeister (U20). 1983 gewann er mit 2,5 Punkten Vorsprung das 11. Schachturnier von Växjö. Für die schwedische Nationalmannschaft nahm er am Nordic Chess Cup 1985 im finnischen Pohja teil. Das Turnier gewann Schweden, während Wiedenkeller zusätzlich eine individuelle Goldmedaille für sein Ergebnis von 5 Punkten bei 7 Partien am dritten Brett bekam. 1985/86 gewann er vor Ralf Åkesson den Rilton Cup in Stockholm, 1986/87 wurde er dort punktgleich mit dem Sieger Juan Manuel Bellón López Vierter. Die schwedische Einzelmeisterschaft konnte er 1990 in Göteborg gewinnen. Das Turnier um die luxemburgische Einzelmeisterschaft gewann er 2009 in Differdingen und 2010 in Schifflingen, er erhielt aber nicht den Titel, da er zum Zeitpunkt der Meisterschaften noch für den schwedischen Schachbund gemeldet war. 2012, 2013 und 2019 wurde Wiedenkeller luxemburgischer Meister. Im April 2014 gewann er das Zonenturnier der kleinen Nationen in Larnaka vor Igor Efimov und Óscar de la Riva Aguado. Wiedenkeller qualifizierte sich damit für den Schach-Weltpokal 2015 in Baku, bei dem er in der ersten Runde Lewon Aronjan mit 0:2 unterlag.

### Mannschaftsturniere
Mannschaftsschach spielte er in Deutschland für die SG Turm Trier. In Luxemburg spielte er von 1997 bis 2003 für den Verein Gambit Bonnevoie, mit dem er am European Club Cup 1998 und 2000 in Neum teilnahm (2000 am Spitzenbrett) und 1998, 1999, 2000, 2001, 2002 und 2003 luxemburgischer Mannschaftsmeister wurde. Seit 2004 ist sein Verein De Sprénger Echternach, für den er, ebenfalls am ersten Brett, am European Club Cup 2005 in Saint-Vincent, 2009 am zweiten Brett hinter Robert Hübner in Ohrid, 2013 ebenfalls am zweiten Brett hinter Alberto David auf Rhodos sowie 2015 in Skopje am ersten Brett spielte sowie 2005, 2006, 2009, 2011, 2013, 2015, 2016, 2018 und 2019 luxemburgischer Mannschaftsmeister wurde. In Schweden spielt er für den SK Rockaden Stockholm, mit dem er 1979/80, 1981/82, 1983/84, 1984/85, 1985/86, 1991/92, 1992/93, 1993/94, 2003/04, 2004/05, 2013/14, 2020/21, 2022/23, 2023/24 und 2024/25 die schwedische Mannschaftsmeisterschaft gewann. Mit dem SK Rockaden Stockholm nahm er 1982, 1984, 1986 und 1993 am European Club Cup teil und erreichte 1986 das Halbfinale und 1993 das Viertelfinale. 
An den Schacholympiaden 2010 in Chanty-Mansijsk, 2012 in Istanbul und 2014 in Tromsø nahm er am Spitzenbrett für die luxemburgische Nationalmannschaft teil.

### Titel und Rating
Seit 1984 trägt Michael Wiedenkeller den Titel Internationaler Meister. Er führt die luxemburgische Elo-Rangliste seit September 2012 an.